# Ananas comosus microstachys
Ananas comosus var. microstachys (Mez) L.B.Sm. è una pianta della famiglia delle Bromeliaceae.

## Distribuzione e habitat
Questa varietà di A. comosus è ampiamente diffusa in America Latina, dalla Costa Rica sino al Paraguay.